# NGC 5532B
NGC 5532B (другое обозначение — PGC 214240) — линзообразная галактика (S0) в созвездии Волопас.
Этот объект не входит в число перечисленных в оригинальной редакции «Нового общего каталога» и был добавлен позднее.